# ダイダン
ダイダン株式会社（英: DAI-DAN CO.,LTD.）は、管工事及び電気設備工事業を行う会社で、旧社名「大阪電気暖房」の略称「大暖」が現社名「ダイダン」の出自である。本社は大阪府大阪市西区江戸堀1丁目9番25号。みどり会の会員企業であり三和グループに属しており、加えて大輪会の会員企業でもある。

## 沿革
- 1903年 - 創業。
- 1933年 - 株式会社大阪電気商会大阪暖房商会を設立。
- 1943年 - 社名を大阪電気鉄管工業株式会社に変更。
- 1946年 - 社名を株式会社大阪電気商会大阪暖房商会に変更。
- 1965年 - 社名を大阪電気暖房株式会社に変更。
- 1975年 - 大阪証券取引所2部に上場。
- 1981年 - 大阪証券取引所1部に上場。
- 1987年 - 現社名に変更。
- 1993年 - 東京証券取引所1部に上場。